# Mosambická hymna
Hymna Mosambiku je píseň
Pátria Amada, která roku 2002 nahradila dosavadní hymnu Viva, Viva a FRELIMO.

## Portugalský text
1. sloka

Na memória de África e do Mundo

Pátria bela dos que ousaram lutar

Moçambique, o teu nome é liberdade

O Sol de Junho para sempre brilhará

Refrén (2×)

Moçambique nossa terra gloriosa

Pedra a pedra construindo um novo dia

Milhões de braços, uma só força

Oh pátria amada, vamos vencer

2. sloka

Povo unido do Rovuma ao Maputo

Colhe os frutos do combate pela paz

Cresce o sonho ondulando na bandeira

E vai lavrando na certeza do amanhã

Refrén (2×)

3. sloka

Flores brotando do chão do teu suor

Pelos montes, pelos rios, pelo mar

Nós juramos por ti, oh Moçambique

Nenhum tirano nos irá escravizar

Refrén (2×)

## Český překlad
V paměti Afriky i celého světa

krásná vlast těch, kteří se odvážili bojovat,

Mosambiku, tvé jméno je svoboda,

červnové slunce bude zářit vždy.

Refrén: 

Mosambiku, naše slavná země,

kámen po kameni budují nový den,

miliony paží jedinou silou,

milovaná vlasti, zvítězíme!

Sjednocený lid od Rovumy po Maputo

sklízí plody boje za mír,

roste sen, kterým laje vlajka,

a stále vzrůstá až do jistoty zítřka.

Květy z tvého potu vzrůstají ze země,

z hor, z řek i z moří.

Přísaháme ti, ó Mosambiku,

že nás žádný tyran nezotročí!

Pozn.: Zmínka o červnovém slunci odkazuje na datum získání nezávislosti Mosambiku 25. června 1975. Řeka Rovuma (ve světě obvykle označovaná anglickým názvem Ruvuma) a město Maputo jsou symbolickým vymezením severní a jižní hranice Mosambiku.